# 4432 McGraw-Hill
4432 McGraw-Hill eller 1981 ER22 är en asteroid i huvudbältet som upptäcktes den 2 mars 1981 av den amerikanska astronomen Schelte J. Bus vid Siding Spring-observatoriet. Den är uppkallad efter MDM-observatoriet.
Asteroiden har en diameter på ungefär 3 kilometer.